# Tajik Cup 2021
Der Tajik Cup 2021 war die 30. Saison eines Ko-Fußballwettbewerbs in Tadschikistan.  Das Turnier wurde von der Tajikistan Football Federation organisiert. Er begann mit der Vorrunde am 24. Mai 2021 und endete mit dem Finale am 9. Dezember 2021.

## Termine
| Runde         | Datum                                                  |
| ------------- | ------------------------------------------------------ |
| Vorrunde      | 24. Mai 2021                                           |
| Achtelfinale  | 31. Juli 2021 1. August 2021                           |
| Viertelfinale | 11. September 2021 12. September 2021 15. Oktober 2021 |
| Halbfinale    | 6. November 2021 7. November 2021 27. November 2021    |
| Finale        | 9. Dezember 2021                                       |

## Vorrunde
|                  | Ergebnis  |                   |
| ---------------- | --------- | ----------------- |
| 24. Mai 2021     |           |                   |
| Regar TadAZ      | 11:0      | FK Isfara         |
| FC Mohir         | 1:0       | FC Barkchi        |
| Saroykamar Panj  | 3:2       | Khayr Vahdat FK   |
| FC Panjshir      | 2:0       | Ravshan Zafarobod |
| Dynamo Duschanbe | 1:3       | Hulbuk Vose       |
| Pakhtakor        | 3:2 n. V. | Khosilot Farkhor  |

## Achtelfinale
|                 | Ergebnis |                 |
| --------------- | -------- | --------------- |
| 31. Juli 2021   |          |                 |
| Eskhata Khujand | 3:0      | Saroykamar Panj |
| Regar TadAZ     | 3:6      | FC Khatlon      |
| SSKA Pomir      | 5:1      | FC Panjshir     |
| Hulbuk Vose     | 1:3      | Ravshan Kulob   |
| 1. August 2021  |          |                 |
| FC Istiklol     | 2:1      | FC Dushanbe-83  |
| FC Khujand      | 6:0      | Pakhtakor       |
| Kuktosh Rudaki  | 0:1      | FK Istaravshan  |
| FC Mohir        | 0:1      | FK Fayzkand     |

## Viertelfinale
|                    | Ergebnis              |                 |
| ------------------ | --------------------- | --------------- |
| 11. September 2021 |                       |                 |
| FC Khujand         | 1:0                   | FC Khatlon      |
| 12. September 2021 |                       |                 |
| FK Istaravshan     | 1:1 n. V. (2:3 i. E.) | Eskhata Khujand |
| SSKA Pomir         | 1:2                   | Ravshan Kulob   |
| 15. Oktober 2021   |                       |                 |
| FC Istiklol        | 5:0                   | FK Fayzkand     |

## Halbfinale
|                                | Ergebnis |                 |
| ------------------------------ | -------- | --------------- |
| 6. November 2021 (Hinspiel)    |          |                 |
| FC Istiklol                    | 4:3      | Eskhata Khujand |
| 7. November 2021 (Hinspiel)    |          |                 |
| FC Khujand                     | 4:0      | Ravshan Kulob   |
| 27. November 2021 (Rückspiele) |          |                 |
| Eskhata Khujand                | 0:3      | FC Istiklol     |
| Ravshan Kulob                  | 2:0      | FC Khujand      |
| GESAMT                         |          |                 |
| Eskhata Khujand                | 3:7      | FC Istiklol     |
| Ravshan Kulob                  | 2:4      | FC Khujand      |

## Finale
|                  | Ergebnis  |            |
| ---------------- | --------- | ---------- |
| 9. Dezember 2021 |           |            |
| FC Istiklol      | 0:2 n. V. | FC Khujand |